# Neal Zaslaw
Neal Zaslaw (* 28. Juni 1939 in New York City) ist ein US-amerikanischer Musikwissenschaftler.

## Leben
Zaslaw schloss sein Studium an der Harvard University 1961 mit einem Bachelor of Arts ab und machte 1963 seinen Master of Arts an der Juilliard School. Im American Symphony Orchestra wirkte er von 1962 bis 1965 als Flötist u. a. unter Leopold Stokowski. 1970 wurde er an der Columbia University promoviert. Er unterrichtete von 1968 bis 1970 auch an der City University of New York. Seit 1970 lehrt er an der Cornell University.
In seinen frühen Arbeiten befasste sich Zaslaw mit Aufführungspraxis, insbesondere Tempo und Ornamentik in Bezug auf französische und italienische Stile. Außerdem hat er ab 1989 Studien zu den Werken Mozarts unternommen, einschließlich wegweisenden Untersuchungen zu dessen symphonischem Œuvre.
1993 wurde Zaslaw zum Hauptbearbeiter der Neuauflage des Köchelverzeichnisses berufen. Das Manuskript wurde 2011 abgeschlossen und erschien, in Zusammenarbeit mit der Internationalen Stiftung Mozarteum (Wissenschaftlicher Bereich unter Ulrich Leisinger), am 19. September 2024 in deutscher Sprache in Buchform bei Breitkopf & Härtel.
1998 wurde Zaslaw in die American Academy of Arts and Sciences gewählt.

## Veröffentlichungen (Auswahl)
- Materials for the Life and Works of Jean-Marie Leclair L’ainé (Dissertation, Columbia-Universität, 1970)
- mit M. Vinquist: Performance Practice: a Bibliography (New York, 1971)
- (Hrsg.) Man & Music:/Music in Society: The Classical Era (London, 1989)
- Mozart’s Symphonies: Context, Performance Practice, Reception (Oxford, 1989)
- The Compleat Mozart: a Guide to the Musical Works (New York, 1990)
- (Hrsg. mit F. M. Fein) The Mozart Repertory: a Guide for Musicians, Programmers, and Researchers (Ithaca, NY, 1991)
- (Hrsg.) Mozart’s Piano Concertos: Text, Context, Interpretation (Ann Arbor, 1996)
- mit John Spitzer: The birth of the orchestra: history of an institution, 1650–1815 (Oxford Univ. Press 2004)